# 18668 Gottesman
18668 Gottesman este un asteroid din centura principală de asteroizi.

## Descriere
18668 Gottesman este un asteroid din centura principală de asteroizi. A fost descoperit pe 20 martie 1998 la Socorro, New Mexico, în cadrul proiectului LINEAR. Asteroidul prezintă o orbită caracterizată de o semiaxă mare de 2,77 ua, o excentricitate de 0,07 și o înclinație de 1,5° în raport cu ecliptica.